# 科阿韋拉及德克薩斯
科阿韋拉及德克薩斯（西班牙語：Coahuila y Tejas）是墨西哥第一共和國的構成國之一，它是根據1824年墨西哥憲法而設立。
科阿韋拉及德克薩斯一直存在至1835年通过的“七项法令”。墨西哥總統安东尼奥·洛佩斯·德·桑塔·安纳试图实行中央集权政府，並將墨西哥從联邦制共和国转变为单一制共和国，墨西哥全国各個構成國成為墨西哥的一個州。科阿韋拉及德克薩斯一分为二为科阿韋拉州和得克萨斯州。科阿韦拉和得克萨斯不服，並宣佈脱离墨西哥。德克萨斯之後成为独立的德克萨斯共和国，1845年成为美利坚合众国的一个州。科阿韦拉州則与新萊昂州和塔毛利帕斯州共同组成了短暂的里奥格兰德共和国。